# 6-й запасной истребительный авиационный полк
6-й запасной истребительный авиационный полк (6-й зиап) — учебно-боевая воинская часть Военно-воздушных сил (ВВС) Вооружённых Сил РККА, занимавшаяся обучением, переподготовкой и переучиванием лётного состава строевых частей ВВС РККА в период боевых действий во время Великой Отечественной войны, осуществлявшая подготовку маршевых полков и отдельных экипажей на самолетах МиГ-3 и Як.

## Наименования полка
- 162-й резервный авиационный полк
- 6-й запасной истребительный авиационный полк

| Як-7УТ | МиГ-3 | Як-7 |

## Создание полка
6-й запасной истребительный авиационный полк формировался в период с 03 июля по 8 июля 1941 года в Орловском военном округе в городе Орёл на базе 162-го резервного авиационного полка в составе 5 учебных эскадрилий.

## Основное назначение полка
6-й запасной истребительный авиационный полк осуществлял подготовку маршевых полков и отдельных экипажей на самолетах МиГ-3 и Як. Основное пополнение самолетного парка происходило за счет ремонта неисправных самолетов, убывающих в тыл на переформирование и переподготовку авиационных полков.

## Командиры полка
- Полковник Иван Алексеевич Зыканов[1], период нахождения в должности: с марта 1945 года по 05 августа 1946 года

## Расформирование полка
6-й запасной истребительный авиационный полк 20 января 1946 года был расформирован в соответствии с Директивой Главного штаба ВВС

## В составе соединений и объединений
| Период        | Округ                     | армия      | дивизия                          | примечание    |
| ------------- | ------------------------- | ---------- | -------------------------------- | ------------- |
| 03.07.1941 г. | Орловский военный округ   | ВВС округа |                                  |               |
| 05.12.1941 г. | Приволжский военный округ | ВВС округа |                                  |               |
| 25.01.1942 г. | Приволжский военный округ | ВВС округа | 4-я запасная авиационная бригада |               |
| 25.09.1943 г. | Приволжский военный округ | ВВС округа | 3-я запасная авиационная бригада |               |
| 27.10.1943 г. | Орловский военный округ   | ВВС округа |                                  |               |
| 05.05.1944 г. | Киевский военный округ    | ВВС округа |                                  |               |
| 20.01.1946 г. | Киевский военный округ    | ВВС округа |                                  | расформирован |

## Подготовка лётчиков
Процесс переучивания лётного состава был типовым: с фронта отводился полк, потерявший большое количество лётного состава, производилось его пополнение до штатных нормативов, лётчики переучивались на новую материальную часть. Полк получал новые самолёты и снова отправлялся на фронт. Таким образом, запасной полк распределял самолеты, поступающие с заводов и с ремонтных баз.
В целях приобретения боевого опыта командно-инструкторский состав запасных авиационных полков направляли в авиационные полки действующей армии.
| Як-9 | Як-9УМ | Як-9 |

## Базирование
| Период            | Аэродром                         |
| ----------------- | -------------------------------- |
| 07.1941 — 09.1941 | г. Орёл                          |
| 10.1941 — 05.1944 | г. Рассказово Тамбовской области |
| 05.1944 — 02.1946 | г. Узин УССР                     |

## Самолёты на вооружении
| Период      | Самолеты |
| ----------- | -------- |
| 1941 — 1941 | И-5      |
| 1941 — 1942 | МиГ-3    |
| 1941 — 1946 | Як-7УТИ  |
| 1941 — 1946 | Як-7     |

## Подготовленные полки
- 23-й истребительный авиационный полк (01.09.1941 — 15.09.1941, МиГ-3, переименован в 526-й иап)
- 31-й истребительный авиационный полк (19.07.1941 - 13.08.1941, МиГ-3)
- 156-й истребительный авиационный полк
- 233-й истребительный авиационный полк (с 20.11.1942 г. по 09.03.1943 г., Як-7Б)
- 240-й истребительный авиационный полк
- 287-й истребительный авиационный полк (с 19.04.1943 по 30.06.1943, Як-1б)
- 439-й истребительный авиационный полк ПВО (с 01.10.1941 по 05.11.1941 г., МиГ-3)
- 508-й истребительный авиационный полк
- 526-й истребительный авиационный полк (15.09.1941 — 27.09.1941, МиГ-3, переименован из 23-го иап)
- 580-й истребительный авиационный полк (22.06.1942 — 25.07.1942, убыл в 8-й зиап)
- 604-й истребительный авиационный полк (сформирован 15.10.1941 - 15.11.1941, И-5)
- 605-й истребительный авиационный полк (сформирован 15.10.1941 - 15.11.1941, И-5)
- 866-й истребительный авиационный полк (сформирован 17.04.1942 — 31.05.1942, Як-1)
- 866-й истребительный авиационный полк (переформирован 09.1942 — 10.1942, Як-1)

## Отличившиеся воины
- Шишкин Яков Васильевич, капитан, командир эскадрильи 32-го истребительного авиационного полка 256-й истребительной авиационной дивизии 5-го истребительного авиационного корпуса 2-й воздушной армии 27 июня 1945 года Указом Верховного Совета СССР удостоен звания Герой Советского Союза. Золотая Звезда № 6534. Проходил службу в 6-м зиап инструктором.

## Лётчики-асы полка
| Фамилия, имя отчество | Награды | Сбито самолетов | Примечание |
| --------------------- | ------- | --------------- | --- |
| Душин Павел Федорович |         | 5+0             | Лётчик полка. Боевая стажировка в 814-и иап: май — июнь 1943 на Як-1, Як-7. Сбитых самолетов: 2 + 0, боевых вылетов: 39. Участвовал в боях против гоминьдановской авиации и в Войне в Корее в составе 351-го иап: 14.03.1950 г. в районе Шанхая на Ла-11 перехватил и сбил гоминьдановский бомбардировщик Б-25 «Митчелл». Война в Корее (1950—1953: с июля 1951 г. по февраль 1953 г., сбитых самолетов: 2 + 0. 16.11.1951 г. - Б-26 р-н р. Ялуцзян, 05.06.1952 г. - Б-26 р-н р. Ялуцзян |